# Pfarrkirche Korneuburg

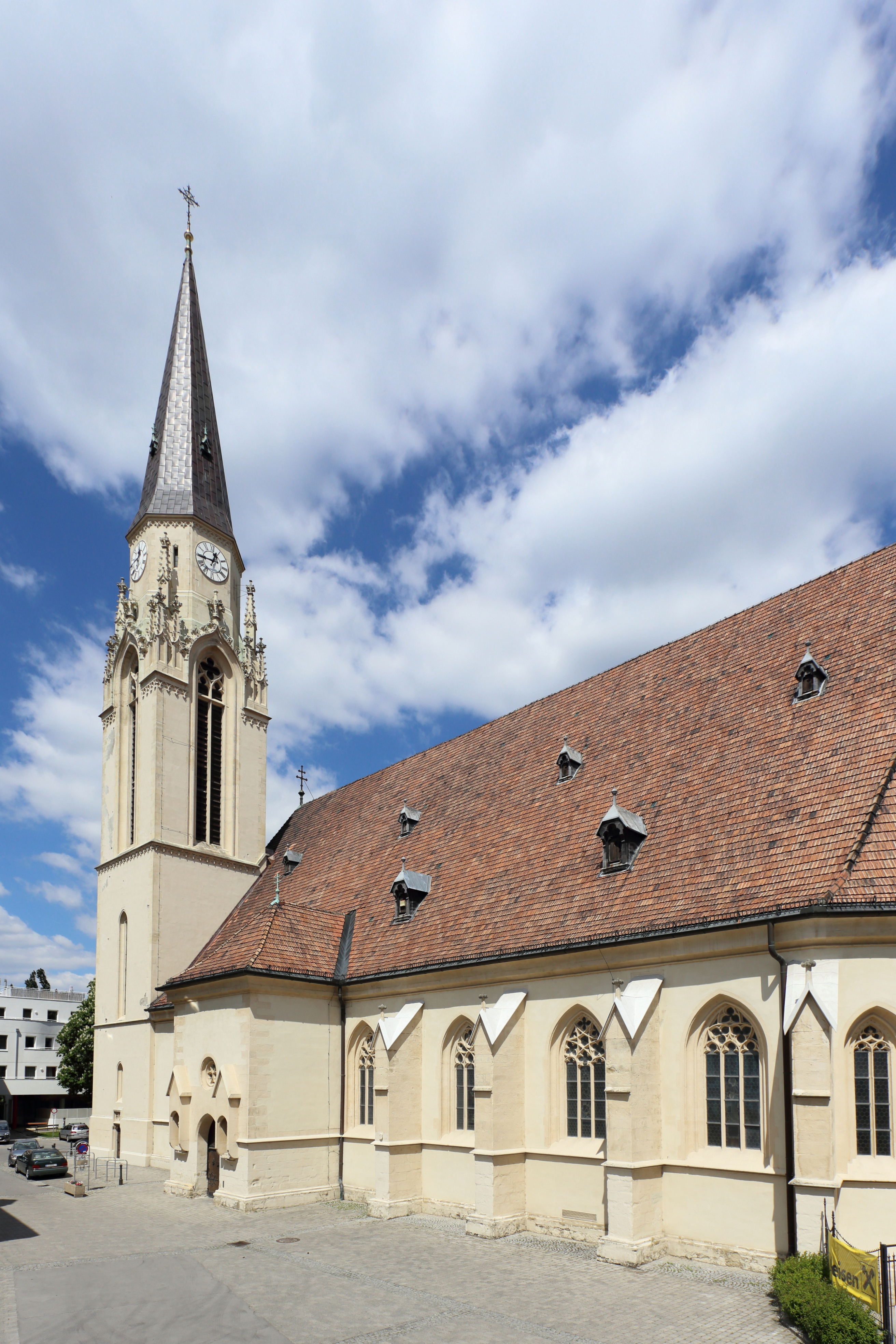
Südostansicht der Pfarrkirche von Korneuburg

Die römisch-katholische Pfarrkirche Korneuburg ist dem hl. Ägidius geweiht.
Die Kirche steht am nördlichen Rand der Altstadt von Korneuburg im Bezirk Korneuburg in Niederösterreich. Sie gehört zum Dekanat Korneuburg im Vikariat Unter dem Manhartsberg der Erzdiözese Wien. Das Bauwerk steht gemäß Bescheid des Bundesdenkmalamtes unter Denkmalschutz.
Sie ist eine aus einer romanischen Kirche weiterentwickelte, gotische Staffelhalle, im Inneren teilweise barockisiert und durch neugotische Bauteile erweitert.
Sie ist nach Südosten ausgerichtet.

## Pfarr- und Baugeschichte
Korneuburg war jahrhundertelang mit Neuburg, dem heutigen Klosterneuburg, über eine Furt durch die damaligen Donauarme verbunden und teilte bis zum Ende des 13. Jahrhunderts die Geschichte von Klosterneuburg. Auf Grund dieser Verbindung gehörte die Siedlung ursprünglich zur Pfarre St. Martin in Klosterneuburg. Die formelle Trennung von Klosterneuburg erfolgte im Jahre 1298, als Korneuburg das Stadtrecht durch Herzog Albrecht I. erhielt.
Die Notwendigkeit, in Korneuburg eine eigene Pfarre zu errichten, ergab sich schon im 12. Jahrhundert. Damals wurde die Siedlung zweimal durch Hochwasser zerstört und jeweils in höhere und von der Donau weiter entfernte Gebiete verlegt, was eine größere Entfernung  von der Pfarre St. Martin bedeutete. Es ist nicht überliefert, wann genau die Errichtung dieser neuen Pfarre erfolgt ist, die erstmals im Jahre 1146 als dem Stift Klosterneuburg inkorporiert erwähnt wurde. Ein eigener Pfarrer für den Neuburger Ortsteil nördlich der Donau wurde in einer Urkunde des Babenberger Herzogs Heinrich II. Jasomirgott aus dem Jahre 1171 erwähnt. Dieses Datum liegt zeitlich zwischen der ersten und zweiten hochwasserbedingten Zerstörung der Siedlung. Der erwähnte Pfarrer war mit hoher Wahrscheinlichkeit ein Chorherr des Stiftes Klosterneuburg. Ob und wo eine dazugehörige Pfarrkirche bestanden hat, ist nicht überliefert.
Durch die zweimalige Verlegung der Siedlung hat sich diese immer mehr in die Nähe und auch in das Gebiet der Pfarre Leobendorf ausgedehnt. So gehörte der Grund, auf dem die heutige Pfarrkirche steht, ursprünglich zu Leobendorf. Nach der zweiten Verlegung der Siedlung berichtet die Pfarrchronik vom Neubau der Pfarrkirche. Dazu war es notwendig, einen Grundtausch vorzunehmen, wobei dem Pfarrer von Leobendorf aus dem Stiftsbesitz ein Hof in Harmannsdorf im Tausch gegen den Baugrund in Korneuburg übertragen wurde. Ob dieser Tausch zu Baubeginn oder erst während der Arbeiten an der neuen Pfarrkirche erfolgt ist, geht aus der Urkunde vom 9. Oktober 1212 nicht hervor. Die Konsekration erfolgte im Jahre 1214.
Der spätromanische Bau, die dreischiffige St. Gilgenkirche, wurde im ersten Viertel des 13. Jahrhunderts begonnen. Aus dieser Zeit sind die Pfeilerfundamente und der Triumphbogen erhalten. Zwischen 1262 und 1270 erfolgte eine erste Erweiterung. Nach dem Stadtbrand im Jahre 1417 wurde die Kirche inklusive der Seitenschiffe gotisiert. Im ersten Viertel des 14. Jahrhunderts entstand der hochgotische Chor. Der Umbau des nördlichen Seitenschiffes fällt in die Zeit vor 1476 bis 1491.
Die Kirche hatte ursprünglich zwei Türme, deren nördlicher im Jahre 1646, als die Stadt durch kaiserliche Truppen belagert wurde, schwer beschädigt und 1651 abgebrochen wurde. Bei dieser Gelegenheit erfolgte eine tiefgreifende Renovierung des übrigen Baues. Der Südturm wurde von 1753 bis 1756 von Mathias Gerl erneuert, 1842 durch einen Brand beschädigt und 1845 bis 1849 wieder hergestellt. Im Jahre 1846 wurde die Flachdecke des Mittelschiffes durch ein neugotisches Gewölbe ersetzt.
Zwischen 1870 und 1903 erfolgte mit Unterbrechungen eine weitere umfangreiche Renovierung. Das Westwerk (Bereich hinter der Orgelempore) wurde von 1899 bis 1903 neu erbaut, nachdem sich schwere Schäden gezeigt hatten. Dabei musste im Jahre 1900 der Turm abgetragen und in den folgenden beiden Jahren der neue Turm in gotischen Formen neu gebaut werden.
Eine neuerliche Restaurierung der Pfarrkirche erfolgte in den Jahren 1967 bis 1970, konnte jedoch nicht ganz vollendet werden, sodass die Abschlussarbeiten von 1999 bis 2001 ausgeführt wurden.

## Baubeschreibung

### Außen

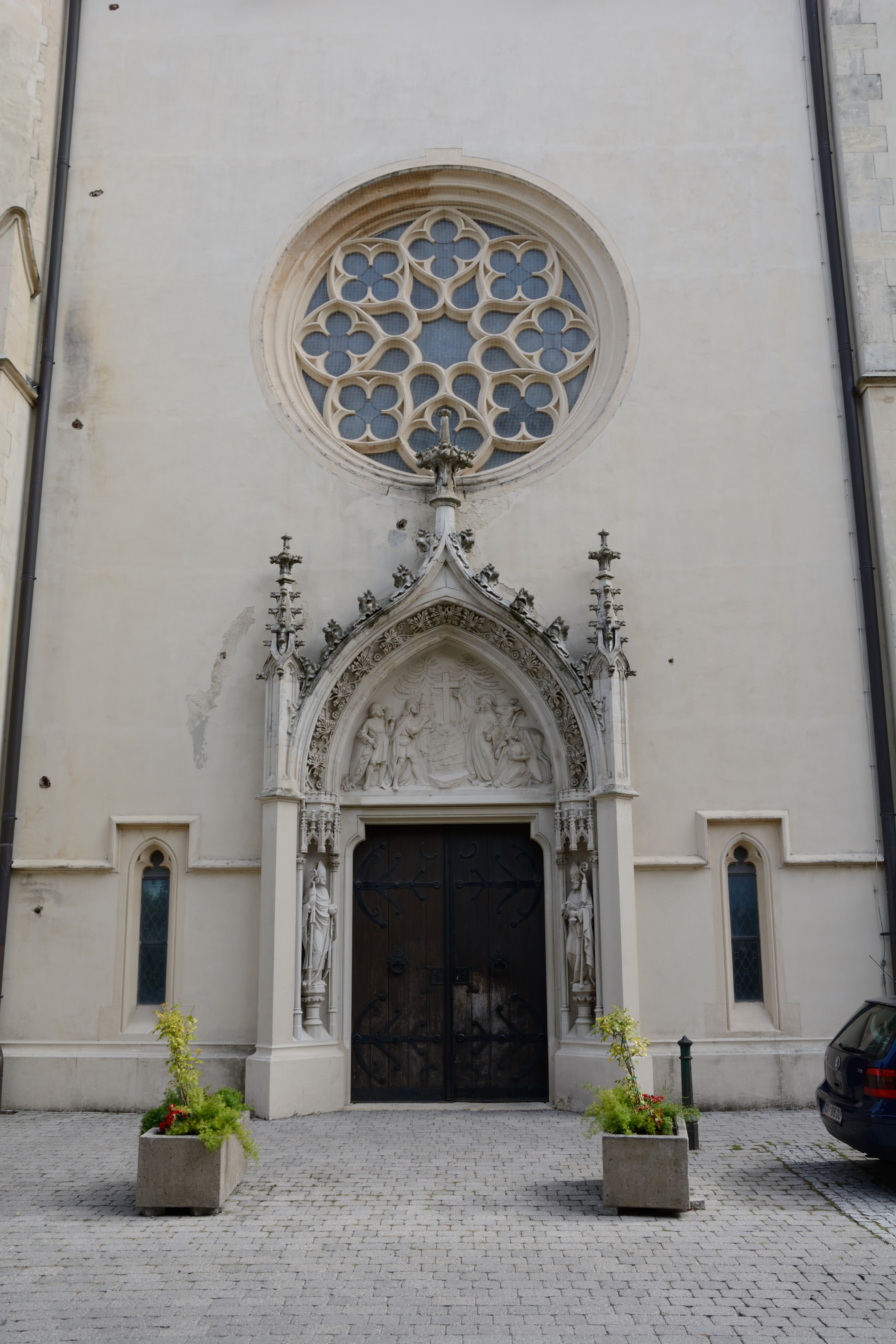
Das Figurenportal

Das spätgotische Langhaus hat einen umlaufenden Sockel. Der 66,8 Meter hohe Südturm und das neugotische Westwerk stammen aus dem Beginn des 20. Jahrhunderts. Der quadratische Turm ist durch umlaufende Kordongesimse und schlanke Spitzbogenfenster gegliedert. Die Schallfenster sind als markante hohe zweibahnige Maßwerkfenster mit dazwischen liegendem Maßwerkfries ausgeführt. Der quadratische Teil des Turmes wird durch zahlreiche Krabben und Fialen abgeschlossen und geht in ein  Oktogon mit je einer Turmuhr an vier Seiten mit und einem achteckigen Spitzhelm über. Eine Turmkugel mit filigranem Keltenkreuz bekrönt die Turmspitze. An der Nordseite springt ein kleines quadratisches Treppentürmchen vor, das oben in ein Achteck übergeht. Es hat ein Schulterbogenportal und Schlitzfenster.
In der Mittelachse des Westwerks erschließt das Hauptportal, ein neugotisches Figurenportal mit krabbenbesetztem Kielbogen, seitlichen Fialen und bekrönender Kreuzblume den Kirchenraum. Im Portal stehen die Baldachinfiguren der Heiligen Hartmann (erster Propst der Augustiner-Chorherren im Stift Klosterneuburg 1133–1140) und Ubald von Franz Christoph Erler, rechts und links des Portals zwei kleine, schmale Spitzbogenöffnungen flankiert, über die das umlaufende Gesimse aufgekröpft ist. Im Tympanon des Portals ist ein Relief mit der Anbetung des Kreuzes durch die Heiligen Ägydius und Leopold zeigt, bezeichnet mit „F. Erler 1902“. Darüber befindet sich eine Masswerkrosette und ein abschließender Maßwerkfries, darunter ein Wasserspeier in Tierform.
An der Südseite des Turmes ist ein Schulterbogenportal mit einem Wappen von Ubald Ewald Kostersitz, der zwischen 1882 und 1902 Propst des Stiftes Klosterneuburg war.

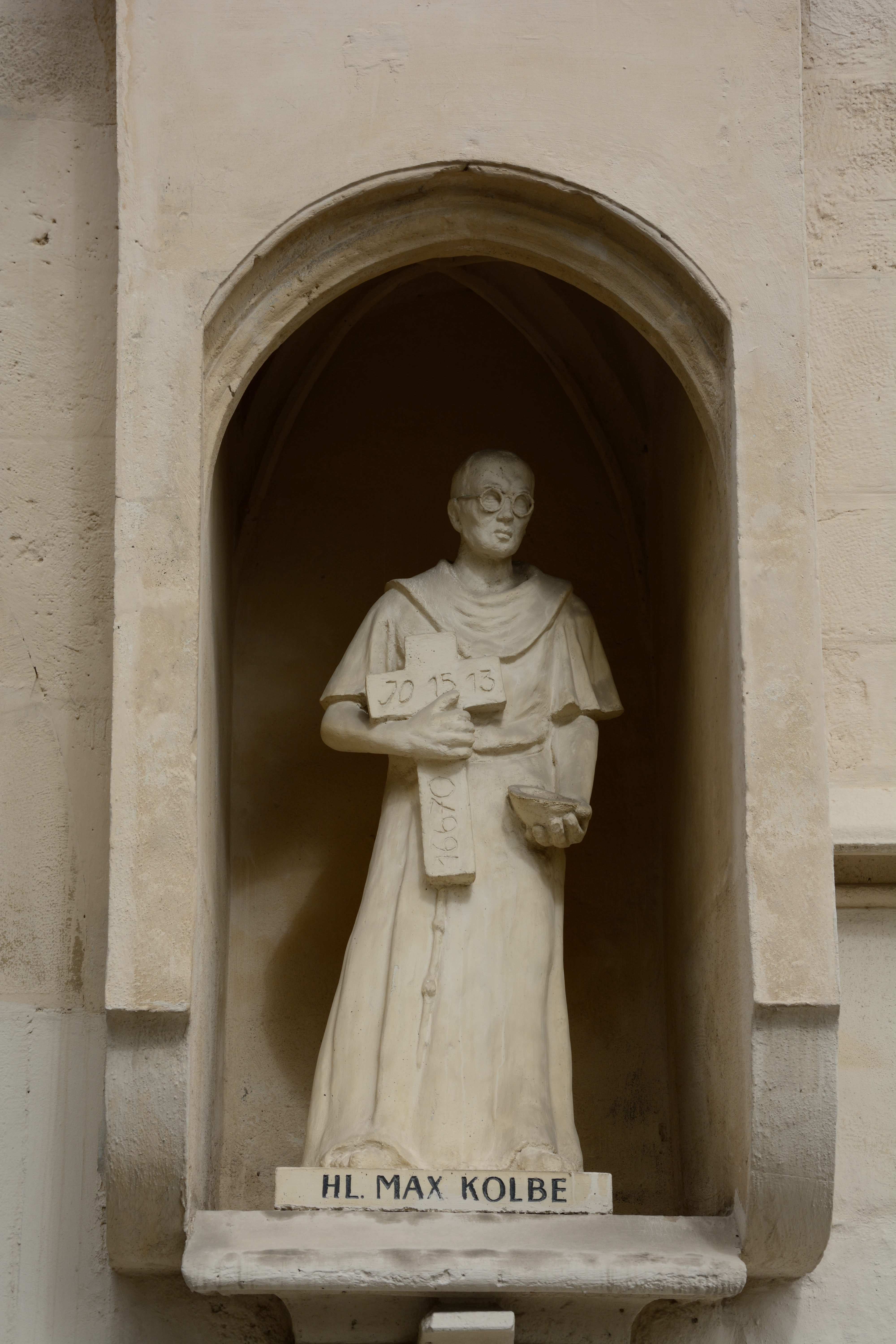
Statue des hl. Max Kolbe

An der Nordfassade des siebenjochigen Langhauseser sind dreikantige Strebepfeiler, die neugotisch verändert wurden. An der Südfassade sind die Strebepfeiler tiefer und zweifach abgetreppt. In Höhe des dritten Joches sind im Norden ein neugotischer, im Süden ein spätgotischer Anbau.
Der südliche Anbau ist eine Portalvorhalle mit einem breiten, abgefasten Spitzbogenportal, das um 1900 stark erneuert wurde. Das Portal wird von wuchtigen Erkern mit Rundbogenöffnungen und Kreuzrippengewölbe flankiert. Darinnen stehen die Statuen von Johannes XXIII. (links) und des heiligen Maximilian Kolbe (rechts). Über dem Portal ist eine kleine Fensterrose mit profilierter Laibung. Das quadratische Innere der Vorhalle wird von einem Sternrippengewölbe abgeschlossen, dessen Eckdienste wie im südlichen Seitenschiff auf einem umlaufenden Gesims ruhen. Das aus der Vorhalle ins Langhaus führende Portal hat ein reich profiliertes Gewände mit einem darüber liegenden, gerahmten Feld. Zu beiden Seiten knien Engel aus Holz aus der Zeit um 1910/1920.
Der nördliche Anbau ist eine kleine Grabkapelle mit einem Kreuzrippengewölbe und figuralem Schlussstein mit einer Darstellung der heiligen Barbara und datiert mit „1903“.
Die Langseiten der Seitenschiffe haben große, dreibahnige, an den abgeschrägten Ecken im Osten zweibahnige Maßwerkfenster. An das Langhaus schließt im Osten der eingezogene, dreijochige, hochgotische Chor an. Er hat zweifach abgetreppte Strebepfeiler und hohe zweibahnige Maßwerkfenster. An der Nordseite ist ein kleines Oratorium mit  einem Doppelfenster und an der Südseite ein kleines, übergiebeltes Portal mit profiliertem Gewände und östlich anschließendem Sakristeianbau, der um 1900 neu fassadiert wurde.

### Innen
Der Innenraum inklusive Chor ist 68,45 Meter lang. Das siebenjochige Langhaus  ist 45,45 Meter lang und 23,07 Meter breit. Es besteht aus dem Mittelschiff mit querrechteckigen Jochen und einem gedrückten, neugotischen Kreuzgewölbe und zwei Seitenschiffen mit annähernd quadratischen Jochen. Reich profilierte Sockel auf den Basen der  romanischen Pfeiler tragen die spitzbogigen Pfeilerarkaden. Die Achteckpfeiler sind an der nördlichen und südlichen Seite unterschiedlich profiliert, jene an der Nordseite sind gekehlt. Die Arkadenbögen sind nordseitig einmal mit „1476“, einmal mit „1478“ datiert.
Das ursprünglich flach gedeckte Mittelschiff erhielt im Jahre 1846 ein Kreuzrippengewölbe. Drei der Schlusssteine sind mit „1846“, „1903“ und „1970“ bezeichnet.
Das nördliche Seitenschiff hat ein gotisches Netzrippengewölbe, das im östlichen Teil dreipaßfömige Schlusssteine hat, deren letzter mit einem Schriftband „1491“ und einem halbfigurigen Engel versehen ist. An der östlichen Stirnwand ist ein einspringendes Treppentürmchen mit verstäbtem Schulterbogenportal, über das der Zugang zum heute vermauerten Oratorium war.
Das südliche Seitenschiff hat ein Kreuzrippengewölbe, dessen Runddienste mit kannelierten Basen in Höhe der Fenster an einem umlaufenden Gesims ansetzen.
Die dreiteilige, zweijochige, neugotische Westempore aus den Jahren 1900 bis 1902 hat eine Brüstung mit einem Maßwerkfries. Sie ruht auf Säulen mit reichen Laubkapitellen, die von einem Kreuzrippengewölbe mit figuralen Schlusssteinen überspannt sind. Die Schlusssteine zeigen die Köpfe von Heiligen. Zum Langhaus hin sind die Säulen durch Achtseitpfeiler ersetzt.
Den Übergang vom Langhaus zum Chor bildet der breite, spitzbogige Triumphbogen mit einer Bandrippe des ursprünglichen Baues, der sich aus mächtigen Runddiensten mit Sockel und Halsring erhebt. An der Langhausseite der Triumphbogenwand ist eine im Jahre 1898 freigelegte Sakramentsnische mit kleinteiliger architektonischer Rahmung mit Säulchen, einem Korbbogen mit Kreuzblume, der mit Krabben besetzt ist und einem Tympanonrelief mit Freskenresten, das die Marienkrönung darstellte. Die mit „1382“ bezeichnete Sakramentsnische wurde im Jahre 1970 von der südlichen Chorwand an diese Stelle versetzt.
An der Chorseite der Triumphbogenwand ist ein Sakramentshäuschen mit reicher Fialenbekrönung aus der Zeit um 1500, das im Jahre 1970 von der Westfassade an diese Stelle übertragen und stark restauriert wurde.
Der einschiffige Chor ist 23 Meter lang, 8,55 Meter breit und 13,14 Meter hoch, hat drei Joche, einen seltenen 7/12–Schluss und wird von einem Kreuzrippengewölbe abgeschlossen, das auf gebündelten Diensten ansetzt, die in Fensterhöhe enden. Figurale Schlusssteine aus der Mitte des 14. Jahrhunderts sind mit den Evangelistensymbolen versehen. Der östliche Schlussstein wurde um 1900 erneuert.
An der Südseite des Chores bildet ein reich profiliertes Portal mit spätgotischer Eisenplattentür und originalem Schloss den Zugang zur zweijochigen Sakristei. Das erste Joch aus der zweiten Hälfte des 14. Jahrhunderts ist gotisch und wird von einem Kreuzrippengewölbe abgeschlossen, das auf teilweise beschädigten Blattwerkkonsolen ansetzt. Es hat einen Schlussstein aus der Zeit um 1380, der den heiligen Ägydius mit einer Hirschkuh zeigt. Das zweite Joch ist barock.
Das Turmerdgeschoß des 1651 abgebrochenen Nordturms wird seit 1969 als Marienkapelle genutzt. Ein gekehlter Spitzbogen auf Achtseitpfeilern bildet den Übergang zum Seitenschiff. Die Kapelle wird durch ein Sternrippengewölbe mit einem figuralen Schlussstein, auf dem Maria mit Kind dargestellt ist, abgeschlossen. Der Schlussstein ist vermutlich spätgotisch und wurde um das Jahr 1900 stark überarbeitet. Die Kapelle hat ein großes, dreibahniges Maßwerkfenster mit doppelt gekehlter Laibung und Kreuzrippen im Schildbogen und der Darstellung einer Taube aus dem Jahre 1968. Auf dem Altar mit Mosaikoberfläche ist die Bronzefigur einer sitzenden Madonna aus dem Jahre 1967 von Grete Fritz.
Im Turmerdgeschoß des Südturms ist eine Kapelle mit einem Kreuzrippengewölbe von „1902“. An der Südwand ist ein Treppentürmchen, im nördlichen Seitenschiff befinden sich geringe Reste von Malerei. Die Fenster der Kirche sind mit Glasmalerei versehen: Die Fensterrose im Westen und die Fenster des südlichen Seitenschiffes, die zwischen 1882 und 1902 von der Firma Carl Geyling’s Erben hergestellt wurden, zeigen Darstellungen von Christus und Heiligen. Die Fenster des nördlichen Seitenschiffes und des Chores sind mit symbolischen Darstellungen versehen, die beim Einbau des Maßwerks weitgehend erneuert wurden.

## Ausstattung

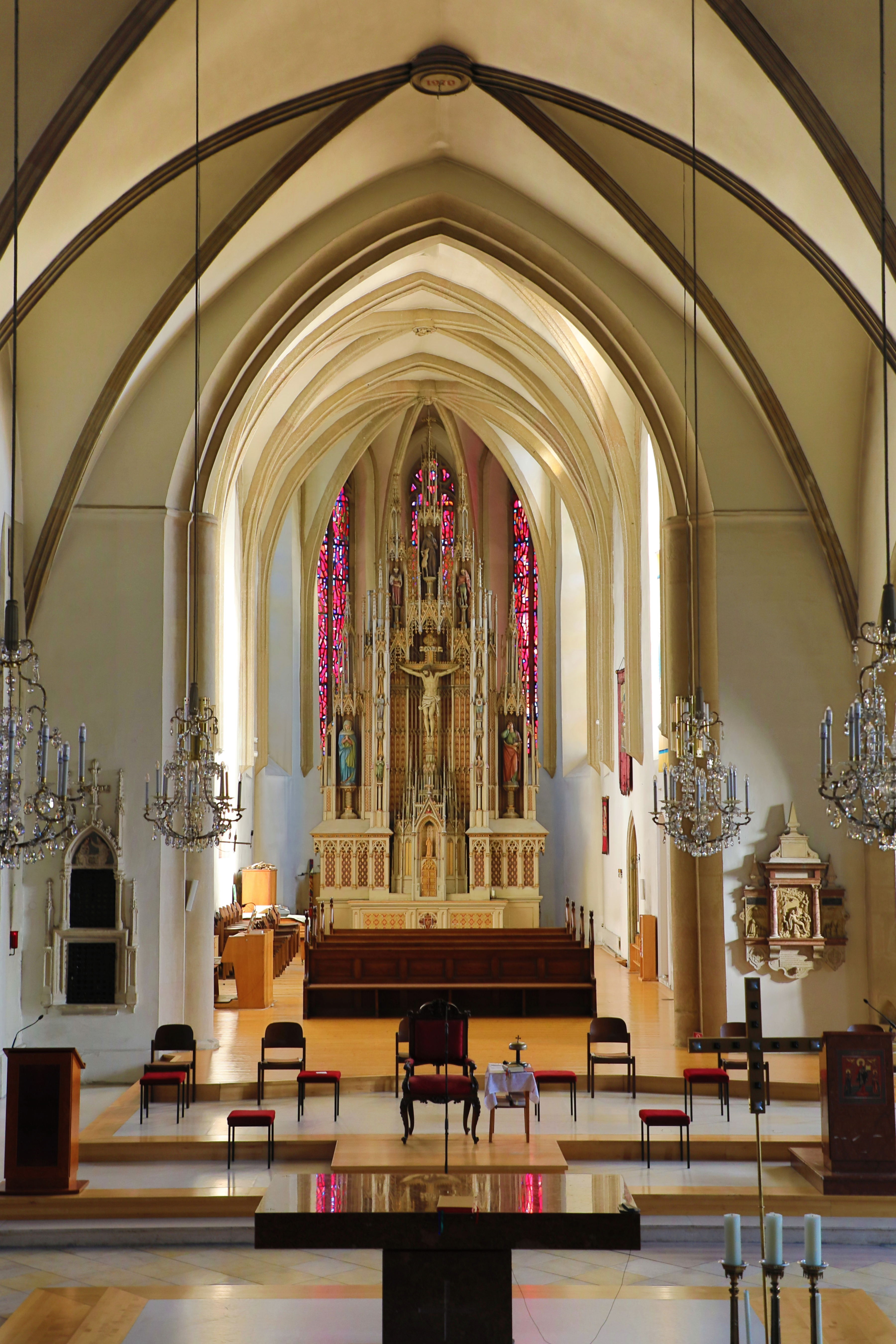
Der Altarraum beziehungsweise Chor mit dem neugotischen Hochaltar der Stadtpfarrkirche

Der mit „J. Rint und Söhne Linz 1870“ bezeichnete neugotische Hochaltar hat einen reichen, gotisierenden Aufbau mit einer Kreuzigungsgruppe und Engeln. Im Gesprenge sind Darstellungen der Heiligen Ägidius, Leopold und Florian.
Der spätbarocke Seitenaltar im südlichen Seitenschiff aus der Zeit um 1770 ist mit einem reichen Stuckmarmoraufbau versehen. Die Altarblätter sind in der Art von Franz Anton Maulbertsch gemalt. Das Hauptbild zeigt den von Engeln angebeteten eucharistischen Christus (Ecce panis angelorum – Seht das Brot, die Engelspeise), im Oberbild ist der heilige Wolfgang dargestellt. Die seitlichen Schnitzfiguren eines Schutzengels und des Erzengels Michael sind in Silber und Gold gefasst. Der Rokokotabernakel ist reich geschnitzt und mit Putten versehen.
Eine spätgotische Madonnenstatue aus dem Ende des 15. Jahrhunderts, die barock verändert sein dürfte, befindet sich in einer Vitrine. Das Kirchengestühl stammt aus der Zeit um 1770, die 14 Bilder des Führich-Kreuzweges aus der Zeit um 1870. Die Kreuzwegbilder wurden im Jahre 1970 restauriert, wobei die originalen Rahmen entfernt wurden.
Zur Ausstattung gehört ein barockes Triumphkreuz und eine aus Lindenholz geschnitzte, kreuztragende Christusfigur. Die lebensgroße Figur aus der Zeit um 1430 steht im Abschluss des nördlichen Seitenschiffes auf einer Konsole. Sie wurde abgebeizt und der Kopf wurde um 1900 ergänzt oder überschnitzt.
An den östlichsten Langhauspfeilern sind drei spätmanieristische Epitaphe mit Wappen, Putti, Reliefs und Darstellungen der knienden Verstorbenen: Melchior und Agathe Rem aus dem Jahre 1609, Eustachius und Barbara Schwab aus dem Jahre 1603 und Christoph Kharoman aus dem Jahre 1591. Weitere 21 Grabplatten mit Inschriften und Wappen aus dem 15. bis 18. Jahrhundert befinden sich in den Seitenschiffen, unter der Westempore, in der Priestersakristei und in der Ministrantensakristei. Sie wurden im Jahre 1884 aus dem Fußboden gelöst und in die Kirchenwände versenkt, ein Teil ist auf die Burg Kreuzenstein gebracht worden.
Im Zentrum der Apsis unter dem Schlussstein des Evangelisten Markus steht auf einem zwölfeckigen Sockel das nicht datierte, monumentale Taufbecken aus rotem Marmor. Der aus bronziertem Holz gefertigte Taufdeckel mit der barocken Darstellung der Taufe Jesu ist im Eingangsbogen der Beichtkapelle am Westende des südlichen Seitenschiffes angebracht.
Am Altar der an das nördliche Seitenschiff angebauten Grabkapelle ist ein Christusbild, das von einem Kranz aus Puttenköpfen umgeben ist, aus dem Anfang des 20. Jahrhunderts im Beuroner Stil. In der Mensa liegt ein lebensgroßer Grabchristus aus dem Ende des 19. Jahrhunderts.

### Kanzel
Die spätbarocke Kanzel stammt laut einer Urkunde aus dem Jahre 1766 von Matthias Kölbl und erhielt ihre heutige Fassung von Karl Mühlner. Ein gotischer Pfeiler aus dem Ende des 14. Jahrhunderts trägt den runden, mit schwarzem Stuckmarmor umkleideten und mit reicher Rokokoornamentik und Puttenköpfen besetzten Kanzelkorb. An diesem und an der Rückwand sind alabasterfarben gefasste Reliefs aus Lindenholz des Gleichnisses vom Sämann, der Herabkunft des Heiligen Geistes und ein kleineres Relief, das Jesus zeigt, der einem Blinden die Augen öffnet.
Auf dem Schalldeckel ist eine allegorische Darstellung der katholischen Kirche. Die Gruppe im Hintergrund zeigt das Kreuz Christi, durch das sie gegründet ist, hat als Beistand den Heiligen Geist und steht als Haus auf dem Felsen gebaut. Davor steht der heilige Petrus als Stellvertreter Christi, des Oberhauptes der Kirche. Die Attribute seines Amtes, die Bibel, die Tiara und das Papstkreuz.

### Orgeln
Zur Ausstattung der Pfarrkirche zählten zwischen 1992 und 2015 zwei Instrumente: Die Hauptorgel auf der Empore und die „Anton-Heiller-Orgel“, die im Jahre 1992 aus dem mittleren Saal des Wiener Konzerthauses, dem Mozart-Saal, ins Presbyterium der Pfarrkirche Korneuburg übertragen wurde. Im Sommer 2015 wurde die Heiller-Orgel aus dem Presbyterium entfernt und in die Pfarrkirche Wien-Dornbach, in die Heimat Anton Heillers, übertragen.
Hauptorgel
Die Hauptorgel mit 30 Registern, zwei Manualen und Pedal wurde im Jahre 1903 von Josef Mauracher in St. Florian gefertigt. Sie verfügt über eine pneumatische Spiel- und Registertraktur. In den Jahren 2006/07 wurde das Instrument von Orgelbau Michael Walcker-Mayer umfassend restauriert und ein zusätzlicher Spieltisch im Presbyterium installiert. Die Disposition lautet wie folgt:
| I Manual C–f3 |                |       |
| 1.            | Burdon (ab c0) | 16′   |
| 2.            | Principal      | 8′    |
| 3.            | Viola baritona | 8′    |
| 4.            | Dolce          | 8′    |
| 5.            | Octave         | 4′    |
| 6.            | Flöte          | 4′    |
| 7.            | Cornett IV     | 8′    |
| 8.            | Quinta II      | 2 ⁄3′ |
| 9.            | Mixtur IV      | 2′    |
| 10.           | Trompete       | 8′    |

| II Manual C–f3 |                   |     |
| 11.            | Lieblich Gedeckt  | 16′ |
| 12.            | Bourdon Prinzipal | 8′  |
| 13.            | Philomela         | 8′  |
| 14.            | Salicional        | 8′  |
| 15.            | Dolzflöte         | 8′  |
| 16.            | Vox celestis      | 8′  |
| 17.            | Prestant          | 4′  |
| 18.            | Flauto amibile    | 4′  |
| 19.            | Progressiv V      | 4′  |
| 20.            | Clarinette        | 8′  |

| Pedal C–d1 |                      |         |
| 21.        | Principalbass        | 16′     |
| 22.        | Violon               | 16′     |
| 23.        | Subbass              | 16′     |
| 24.        | Quinta               | 10 2⁄3′ |
| 25.        | Oktavbass            | 8′      |
| 26.        | Bourdon (aus Nr. 23) | 8′      |
| 27.        | Cello (aus Nr. 22)   | 8′      |
| 28.        | Octav (aus Nr. 25)   | 4′      |
| 29.        | Posaune              | 16′     |
| 30.        | Posaune (aus Nr. 29) | 8′      |

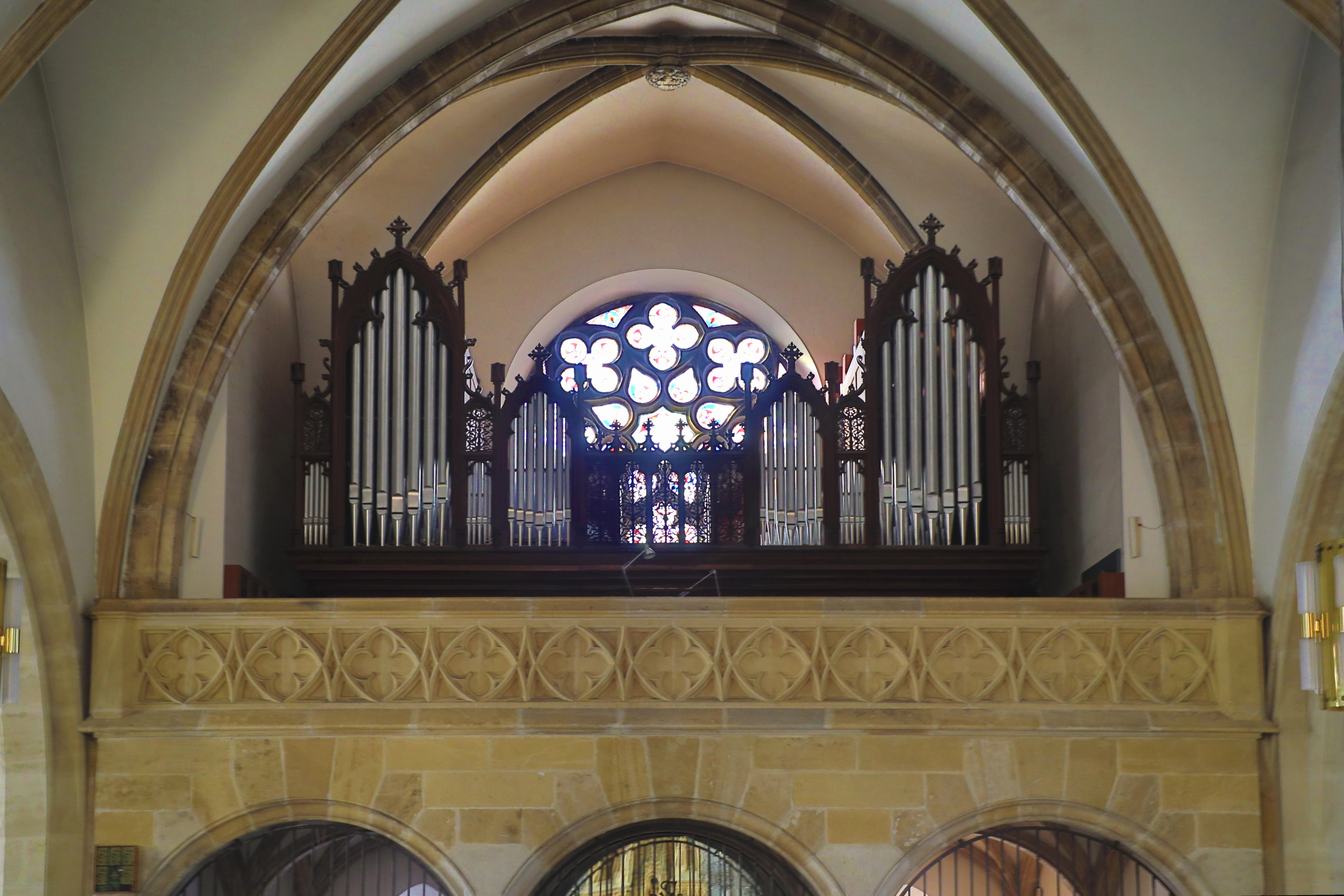
Orgel der Stadtpfarrkirche

- Koppeln: II/I, I/P, II/P, II/I 16’, II/I 4’, Rohrw. Copp.

### Glocken
Im Zuge der Belagerung durch schwedische Truppen wurde 1646 eine Glocke des Vierergeläuts beschädigt und 1661 umgegossen. Als die Glocke 1662 Mängel aufwies, wurden diese vom Glockengießer behoben. Das gesamte Geläut ließ die Stadt 1765 von der Glockengießerei Scheichel umgießen. Im Jahr 1845 schuf die Glockengießerei Hilzer ein neues Vierergeläut, von dem drei hohe Holzjoche und der Stahlstuhl erhalten sind. Die vier heutigen Stahlglocken wurden im Jahre 1921 von Böhler-Uddeholm gegossen und sind der heiligsten Dreifaltigkeit, der heiligen Maria, dem heiligen Ägidius und dem heiligen Leopold geweiht. Auf der Ägidiglocke ist die Inschrift „Dem Andenken an Albert Vietz“. Glocke 3 hängt an einem neuen, geraden Stahljoch. Alle Böhler-Klöppel sind noch erhalten. Das Vierergeläut erklingt im Dur-Septimakkord auf den Tönen d1, fis1, a1 und c2.